# Serranochromis robustus
Serranochromis robustus (Synonym.: Haplochromis borleyi) ist eine Buntbarschart, die im ostafrikanischen Malawisee, in seinen Zuflüssen und in seinem Abfluss, dem oberen Shire, vorkommt. Vom Menschen wurde die Art in den Ruo in Malawi und in Eswatini ausgesetzt.

## Merkmale
Die Fischart kann eine Länge von 56 cm und ein Maximalgewicht von 6,1 kg erreichen. Sie ist damit die größte Buntbarschart des Malawisees und wird nur von einigen Welsarten übertroffen. Serranochromis robustus ist massig, hat einen großen Kopf und ein tief gespaltenes Maul. Männchen sind olivgrün, Kopf und Rücken sind dunkler als der übrige Körper. Mit zunehmendem Alter werden die Fische immer dunkler. Rücken- und Schwanzflosse sind gefärbt wie der Körper und rot gesäumt, die Afterflosse ist leicht gelblich bis rosig. Die Schwanzflosse sowie die weichstrahligen Abschnitte von Rücken- und Afterflosse sind mit orangefarbenen Punkten besetzt, die bei balzenden Männchen deutlicher hervortreten. Dann bekommen die Männchen auch einen gelben Bauch und eine gelbe Kehle, während die Brust und die paarigen Flossen schwarz werden. Weibchen und Jungfische sind gelb- bis olivbraun gefärbt und zeigen auf den Körperseiten zwei dunkle Längsstreifen.

## Lebensweise
Serranochromis robustus ist im Malawisee selten und kommt vor allem im südlichen Seeabschnitt in der Nähe von Flussmündungen über sandigem Boden und in mit Vegetation bestandenen Zonen vor. In den Flüssen lebt die Art bevorzugt in ruhigen Buchten oder anderen Flussabschnitten mit wenig Strömung. Sie ernährt sich vor allem von kleineren Fischen, darunter Mbunas und Sandböden bewohnenden Buntbarschen. Daneben werden Mollusken, Insekten, deren Larven und Krebstiere verspeist. Serranochromis robustus vermehrt sich im Südsommer von September bis Februar und kann in dieser Zeit mehrere Bruten im Abstand von drei bis fünf Wochen produzieren. Wie alle haplochrominen Buntbarsche ist Serranochromis robustus ein Maulbrüter, bei dem das Weibchen die Brutpflege übernimmt. Zum Ablaichen gräbt das Männchen eine Sandgrube mit einem Durchmesser von etwa 40 cm und einer Tiefe von ca. 10 cm. Die freischwimmenden, nicht mehr von den Eltern beschützten Jungfische meiden offenes Wasser.